# Lachesis muta
Il terrore dei boschi (Lachesis muta (Linnaeus, 1766)), noto anche come crotalo muto o surucucù, è un grande serpente velenoso diffuso in parte del centro e sudamerica, inclusa l'isola di Trinidad. Monotipico, comprende 4 o 5 sottospecie diffuse nella regione neotropicale. Appartiene alla famiglia delle vipere (Viperidae).

## Descrizione

### Il più grande solenoglifo vivente
Con una lunghezza che tocca i tre metri (e a volte oltrepassa i tre metri e mezzo), il terrore dei boschi è il più grande serpente solenoglifo vivente, e il più lungo serpente velenoso dell'emisfero occidentale. La testa di questo animale è molto grossa, allargata nella parte posteriore e molto distinta dal corpo tramite un collo stretto. La bocca è armata di grosse ghiandole velenifere e di due zanne ricurve, molto lunghe, che superano i cinque centimetri e sono azionate da potenti muscoli. Nessun altro viperide è armato di denti tanto grandi.

### Diamanti sul dorso
Il corpo, a sezione quasi triangolare, è piuttosto robusto, e ornato da oltre trenta file di squame fortemente carenate. La colorazione delle squame è giallastra, marroncina o rossastra di base, e una serie di disegni simili a diamanti di colore nero o marrone scuro, con una macchia chiara in mezzo, percorrono tutto il dorso.

## Comportamento e habitat
Questo serpente è simile ai crotali, ma la sua coda non è munita di sonaglio. In ogni caso, quando è messo in allarme il terrore dei boschi alza la coda e la fa vibrare come accade nei serpenti a sonagli; in un secondo momento si dispone con la parte anteriore del corpo a S, e con un rapido scatto morde l'avversario.
L'habitat preferito di questo animale sono le foreste, dove vive mimetizzato nella vegetazione. Nell'isola di Trinidad, questo serpente vive in prevalenza sulle colline o sulle montagne. Al contrario di altri crotali, il terrore dei boschi depone le uova, che vengono protette dalla femmina durante la loro incubazione.

## Veleno
Un morso di questo serpente è paragonabile a una duplice iniezione endomuscolare profonda, con una quantità relativamente grande di veleno. Se paragonato a quello di altri crotali, il veleno sembrerebbe meno tossico. In realtà gli studi effettuati sono stati eseguiti solo su esemplari in cattività, probabilmente debilitati. In natura, in effetti, è possibile che il veleno di questo crotalo non differisca in quanto a tossicità da quello dei serpenti del genere Bothrops, e sicuramente le quantità iniettate sono di gran lunga maggiori. Sono molti, infatti, i resoconti di morsi mortali causati da questo grande serpente predatore. Il veleno è emotossico con proteolisi ed emolisi.

## Etimologia
Il nome generico, Lachesis, deriva da Lachesi, di una delle tre Parche della mitologia greca, la figlia della Notte, colei che poneva sul fuso il filo da cui dipendeva la sorte degli esseri umani e la durata della loro vita.

## Sottospecie
- Lachesis muta stenophrys (Cope, 1876)
- Lachesis muta melanochephala (Solorzano & Cerdas, 1986)
- Lachesis muta rhombeata (Wied, 1824)
- Lachesis muta muta (Linnaeus, 1766)